# Gwardia Ludowa WRN
La Gwardia Ludowa WRN (GL WRN; in italiano: Armata Popolare - Libertà, Uguaglianza, Indipendenza) è stato un movimento della resistenza polacca creato nel 1939 da una fazione del Partito Socialista Polacco - Libertà, Uguaglianza, Indipendenza (polacco: Polska Partia Socjalistyczna - Wolność, Równość, Niepodległość, PPS-WRN) una fazione del Partito Socialista Polacco che ha agito nella clandestinità nella Polonia occupata durante la seconda guerra mondiale, continuando le tradizioni del Partito Socialista Polacco.

## Storia
La Gwardia Ludowa "Wolność, Równość, Niepodległość" venne costituita nell'ottobre 1939. Nel 1940, il movimento fu posto alle dipendenze della Związek Walki Zbrojnej (ZWZ) (in italiano: Unione per la lotta armata), organizzazione  armata clandestina polacca, creata il 13 novembre 1939 in seguito all'invasione tedesca della Polonia del settembre 1939, dissoltasi il 14 febbraio 1942 per dar vita alla Armia Krajowa. Nel 1944 Gwardia Ludowa WRN aveva circa 42.000 uomini.
Il movimento si è sciolto all'inizio del 1945.

## Organizzazione
Nei mesi seguenti, la costituzione della Gwardia Ludowa WRN vennero costituiti dieci gruppi intorno a Varsavia, Lublino, Radom, Kielce, Cracovia, Rzeszów, Łódź, Slesia e Pomerania. Nel novembre del 1941 venne costituito un nuovo gruppo a Vilnius. Le espulsioni delle popolazioni polacche dalle terre annesse dal Terzo Reich e i numerosi arresti segnarono lo scioglimento dei gruppi di Łódź e della Pomerania.
In ogni gruppo locale, tre sezioni formano una squadra, tre squadre formano un plotone, tre plotoni formano una compagnia, tre compagnie formano un battaglione e tre battaglioni formano un reggimento. Ad ogni livello i comandanti venivano scelti dai loro membri.
Ogni uomo che desiderava entrare a far parte dell'Armata Popolare doveva promettere solennemente di dare la sua vita per la Polonia e di lavorare per la liberazione del popolo polacco dall'oppressione capitalista e dallo sfruttamento e giurare anche assoluta obbedienza ai suoi superiori e agli ordini dell'Armata Popolare e mostrare la sua solidarietà con le decisioni del Partito.
Il comandante in capo di Gwardia Ludowa WRN è stato Kazimierz Pużak.